# Ochthebius sulpuris
Ochthebius sulpuris es una especie de escarabajo del género Ochthebius, familia Hydraenidae. Fue descrita científicamente por Jaech en 1989.
Se distribuye por Armenia. Mide  milímetros de longitud y su edeago 0,62 milímetros. Se ha encontrado a altitudes de hasta 2000 metros.